# ザ・ウィットマーク・デモ
『ザ・ブートレッグ・シリーズ第9集：ザ・ウィットマーク・デモ』（ザ・ブートレッグ・シリーズだい9しゅう：ザ・ウィットマーク・デモ、英: The Bootleg Series Vol. 9 – The Witmark Demos: 1962–1964）は、2010年にリリースされたボブ・ディランのコンピレーション・アルバム。1962年から1964年にかけ、音楽出版社のリーズ・ミュージック社とＭ・ウィットマーク＆サンズ社用にディランがアコースティック・ギター、ハーモニカ、ピアノを弾き一人で歌ったデモ録音を収録している。海賊盤などでしか聴けない未発表音源を公式盤として収録する『ブートレッグ・シリーズ』の第9集として発表された。
ビルボード200ではチャート最高12位、全英アルバム・チャートで18位、日本のオリコンで53位を記録した。

## 収録曲
特記なき楽曲は、作詞・作曲: ボブ・ディラン

### Disc 1
1. 路上の男 - Man on the Street (Fragment) – 1:07
2. 辛いニューヨーク - Hard Times in New York Town – 1:57
3. プアー・ボーイ・ブルース - Poor Boy Blues – 3:01
4. バラッド・フォー・ア・フレンド - Ballad for a Friend – 2:23
5. ランブリング・ギャンブリング・ウィリー - Rambling, Gambling Willie – 3:38
6. ベア・マウンテン・ピクニック大虐殺ブルース - Talking Bear Mountain Picnic Massacre Blues – 3:42
7. スタンディング・オン・ザ・ハイウェイ - Standing on the Highway – 2:32
8. 路上の男 - Man on the Street – 1:30
9. 風に吹かれて - Blowin' in the Wind – 2:38
10. ロング・アゴー、ファー・アウェイ - Long Ago, Far Away – 2:29
11. はげしい雨が降る - A Hard Rain's a-Gonna Fall – 6:49
12. 明日は遠く - Tomorrow Is a Long Time – 3:46
13. ザ・デス・オブ・エメット・ティル - The Death of Emmett Till – 4:32
14. レット・ミー・ダイ・イン・マイ・フットステップス - Let Me Die in My Footsteps – 1:37
15. ホリス・ブラウンのバラッド - Ballad of Hollis Brown – 4:08
16. なさけないことはやめてくれ - Quit Your Low Down Ways – 2:50
17. ベイビー、アイム・イン・ザ・ムード・フォー・ユー - Baby, I'm in the Mood for You – 1:36
18. バウンド・トゥ・ルーズ・バウンド・トゥ・ウィン - Bound to Lose, Bound to Win – 1:19
19. オール・オーヴァー・ユー - All Over You – 3:52
20. アイド・ヘイト・トゥ・ビー・ユー・オン・ザット・デッドフル・デイ - I'd Hate to Be You on That Dreadful Day – 2:00
21. ロング・タイム・ゴーン - Long Time Gone – 3:46
22. ジョン・バーチ・パラノイド・ブルース - Talkin' John Birch Paranoid Blues – 3:17
23. 戦争の親玉 - Masters of War – 4:23
24. オックスフォード・タウン - Oxford Town – 2:33
25. フェアウェル - Farewell – 3:58

### Disc 2
1. くよくよするなよ - Don't Think Twice, It's All Right – 3:38
同『ノー・ディレクション・ホーム：ザ・サウンドトラック（ブートレッグ・シリーズ第7集）』（2005年）収録
2. その道をくだって - Walkin' Down the Line – 3:23
同『ブートレッグ・シリーズ第1〜3集』（1991年）収録
3. アイ・シャル・ビー・フリー - I Shall Be Free – 4:30
4. ボブ・ディランのブルース - Bob Dylan's Blues – 1:58
5. ボブ・ディランの夢 - Bob Dylan's Dream – 3:53
6. スペイン革のブーツ - Boots of Spanish Leather – 5:49
7. 北国の少女 - Girl from the North Country – 3:09
8. 七つののろい - Seven Curses – 3:13
9. ヒーロー・ブルース - Hero Blues – 1:36
10. ワッチャ・ゴナ・ドゥ？ - Whatcha Gonna Do? – 3:36
11. ジプシー・ルー - Gypsy Lou – 3:45
12. エイント・ゴナ・グリーヴ - Ain't Gonna Grieve – 1:28
13. ジョン・ブラウン - John Brown – 4:19
14. オンリー・ア・ホーボー - Only a Hobo – 2:25
15. 船が入ってくるとき - When the Ship Comes In – 2:56
同『ブートレッグ・シリーズ第1〜3集』（1991年）収録
16. 時代は変る - The Times They Are a-Changin' – 3:03
同『ブートレッグ・シリーズ第1〜3集』（1991年）収録
17. パス・オブ・ビクトリー - Paths of Victory – 4:11
18. ゲス・アイム・ドゥーイング・ファイン - Guess I'm Doing Fine – 4:08
19. 連れてってよ - Baby, Let Me Follow You Down – 1:56
  - 作詞・作曲: Eric Von Schmidt、Reverend Gary Davis、Dave Van Ronk
20. ママ、ユー・ビーン・オン・マイ・マインド - Mama, You Been on My Mind – 2:14
21. ミスター・タンブリン・マン - Mr. Tambourine Man – 5:55
22. アイル・キープ・イット・ウィズ・マイン - I'll Keep It with Mine – 3:34

## レコーディングとその背景

### リーズ・ミュージック・デモ
1961年11月、ディランは20歳の時、コロムビア・レコードにデビュー・アルバムを録音した。このデビュー・アルバム『ボブ・ディラン』（1962年）には、ディランが1961年1月にニューヨークのグリニッジ・ヴィレッジに来てから書かれた初期の自作曲「ウディに捧げる歌」と「ニューヨークを語る」の2曲が収録されている。またアルバムには収録されなかったが、このセッションではさらにもう1曲の自作曲「路上の男」も録音されていた。
コロムビアでのディランのプロデューサーであったジョン・ハモンドは彼が書いていたこうした自作曲をもとに、この若きアーティストを音楽出版社リーズ・ミュージック・パブリッシング社のルー・レヴィ（Lou Levy）にひき会わせた。ディランはいくらかの前払い金を受け取り、1962年1月5日、リーズの子会社であるダッチェス・ミュージック社と契約をした。 
1962年1月録音
- 路上の男 - Man on the Street (Fragment)
- 辛いニューヨーク - Hard Times in New York Town
- プアー・ボーイ・ブルース - Poor Boy Blues
- バラッド・フォー・ア・フレンド - Ballad for a Friend
- ランブリング・ギャンブリング・ウィリー - Rambling, Gambling Willie
- ベア・マウンテン・ピクニック大虐殺ブルース - Talking Bear Mountain Picnic Massacre Blues
- スタンディング・オン・ザ・ハイウェイ - Standing on the Highway
- 路上の男 - Man on the Street

### Ｍ・ウィットマーク＆サンズ・デモ
1962年春、フォーク・ミュージックのマネージャーであったアルバート・グロスマンが本格的にディランに興味を示し始めた。1959年の最初のニューポート・フォーク・フェスティバルを組織した1人であり数名のフォークシンガーを抱えるマネージャーでもあったグロスマンは、当時自ら選んだ3人のミュージシャンで構成したピーター・ポール&マリーという新しいグループをスタートさせたばかりだった。グロスマンはそれまでにもディランをそばから見ていて、コロムビアとの契約につながる出来事にも周辺で関わっていた。ワーナー・ブラザースとピーター・ポール&マリーの契約を交渉する中、ワーナー所有の業界随一の音楽出版社であったMPHC（Music Publisher's Holding Company）社とグロスマンはある独自の協定を結ぶ。この春に取り決められたこの取引は、グロスマンの紹介によりMPHCと出版契約を交わしたアーティストの楽曲使用料の半分を彼が受け取るものだった。グロスマン期待のその最初のアーティストが、ディランであった。
グロスマンは大手の出版社Ｍ・ウィットマーク＆サンズ社と契約するようディランに勧めた。ウィットマークはMPHC8社の子会社のうちの1社だった。ディランはウィットマークの重役アーチー・モーガルの前で演奏したのだが、後になってすでにリーズ／ダッチェスとの契約下にある事情を伝えた。契約を買い戻すためにディランは1,000ドルを与えられリーズと交渉。リーズも金を受け取り、契約は解消された。1962年7月、ディランはウィットマークとの契約にサインをし、後に大きくブレイクすることになる「風に吹かれて」のデモを録音した。
1962年7月録音
- 風に吹かれて - Blowin' in the Wind

1962年11月録音
- ロング・アゴー、ファー・アウェイ - Long Ago, Far Away

1962年12月中旬録音
- はげしい雨が降る - A Hard Rain's a-Gonna Fall
- 明日は遠く - Tomorrow Is a Long Time
- ザ・デス・オブ・エメット・ティル - The Death of Emmett Till
- レット・ミー・ダイ・イン・マイ・フットステップス - Let Me Die in My Footsteps
- ホリス・ブラウンのバラッド - Ballad of Hollis Brown
- なさけないことはやめてくれ - Quit Your Low Down Ways
- ベイビー、アイム・イン・ザ・ムード・フォー・ユー - Baby, I'm in the Mood for You

1963年冬録音
- バウンド・トゥ・ルーズ・バウンド・トゥ・ウィン - Bound to Lose, Bound to Win
- オール・オーヴァー・ユー - All Over You
- アイド・ヘイト・トゥ・ビー・ユー・オン・ザット・デッドフル・デイ - I'd Hate to Be You on That Dreadful Day

1963年冬録音
- ロング・タイム・ゴーン - Long Time Gone
- ジョン・バーチ・パラノイド・ブルース - Talkin' John Birch Paranoid Blues

1963年3月録音
- 戦争の親玉 - Masters of War
- オックスフォード・タウン - Oxford Town
- フェアウェル - Farewell
- くよくよするなよ - Don't Think Twice, It's All Right
- その道をくだって - Walkin' Down the Line [注 6]

1963年4月録音
- アイ・シャル・ビー・フリー - I Shall Be Free
- ボブ・ディランのブルース - Bob Dylan's Blues
- ボブ・ディランの夢 - Bob Dylan's Dream
- スペイン革のブーツ - Boots of Spanish Leather

1963年5月録音
- 北国の少女 - Girl from the North Country
- 七つののろい - Seven Curses
- ヒーロー・ブルース - Hero Blues

1963年8月録音
- ワッチャ・ゴナ・ドゥ？ - Whatcha Gonna Do?
- ジプシー・ルー - Gypsy Lou

1963年8月録音
- エイント・ゴナ・グリーヴ - Ain't Gonna Grieve
- ジョン・ブラウン - John Brown
- オンリー・ア・ホーボー - Only a Hobo

1963年9月中旬録音
- 船が入ってくるとき - When the Ship Comes In [注 7]
- 時代は変る - The Times They Are a-Changin' [注 8]

1963年12月録音
- パス・オブ・ビクトリー - Paths of Victory

1964年1月録音
- ゲス・アイム・ドゥーイング・ファイン - Guess I'm Doing Fine
- 連れてってよ - Baby, Let Me Follow You Down

1964年6月中下旬録音
このころに録音された3曲のレコーディングがウィットマークに残されているが、このデモは別の場所で録音されたもの。
- ママ、ユー・ビーン・オン・マイ・マインド - Mama, You Been on My Mind
- ミスター・タンブリン・マン - Mr. Tambourine Man
- アイル・キープ・イット・ウィズ・マイン - I'll Keep It with Mine

これらのデモの時期はアルバム『フリーホイーリン・ボブ・ディラン』（1963年）、『時代は変る』（1964年）、『アナザー・サイド・オブ・ボブ・ディラン』（1964年）が録音された時期にあたる。
アルバムにはレコーディング年月日を特定した情報や未発表曲は記載されていないため、諸説あり。

## チャート
| チャート（2010年）          | 最高順位 |
| --------------------------- | -------- |
| 米国 ビルボード200          | 12       |
| 英国 全英アルバム・チャート | 18       |
| オーストラリア ARIA         | 36       |
| 日本 オリコン               | 53       |

## リリース
日本
| 日付           | レーベル | フォーマット | カタログ番号    | 付記                                                                    |
| -------------- | -------- | ------------ | --------------- | ----------------------------------------------------------------------- |
| 2010年10月27日 | ソニー   | 2CD          | SICP-2960・2961 | 三方背BOX、英文ブックレット、完全対訳日本版ブックレット、完全生産限定盤 |